# جون ليستير
جون ليستير (بالإنجليزية: John Lester)‏ (5 أغسطس 1982 بدبلن في جمهورية أيرلندا - ) هو لاعب كرة قدم أيرلندي في مركز الوسط. شارك مع منتخب جمهورية أيرلندا تحت 17 سنة لكرة القدم. أما مع النوادي، فقد لعب مع باتريك أتلتيك ودرودا يونايتد ونادي بوهيميان ونادي يميريك وووترفورد يونايتد ولونغفورد تاون ‏ ونادي غالواي ‏ وMonaghan United F.C. ‏ وغالواي يونايتد ‏.

## وصلات خارجية
- جون ليستير على موقع قاعدة بيانات كرة القدم.إي يو (الإنجليزية)